# Hamr
Hamr (deutsch Hammerdorf) ist eine Gemeinde in Tschechien. Sie befindet sich 13 Kilometer südöstlich von Třeboň und gehört zum Okres Jindřichův Hradec.

## Geographie
Hamr befindet sich östlich der Lainsitz am Koštěnický potok umgeben von großen Fischteichen auf dem Gebiet des UNESCO-Biosphärenreservates Třeboňsko in der Ebene des Wittingauer Beckens. Westlich von Hamr liegt das bei Wassersportlern bekannte Lainsitzwehr Pilař.
Nachbarorte sind Lutová im Norden, Chlum u Třeboně im Nordosten, Josefovo Údolí im Osten, Klikov im Süden und Majdalena im Nordwesten.

## Geschichte
Erstmals urkundlich erwähnt wurde das Dorf im Jahre 1614.

## Gemeindegliederung
Für die Gemeinde Hamr sind keine Ortsteile ausgewiesen. Grundsiedlungseinheiten sind Hamr und U Brůdku.

## Sehenswürdigkeiten
- Nischenkapelle